# COVID-19-Pandemie in Manaus

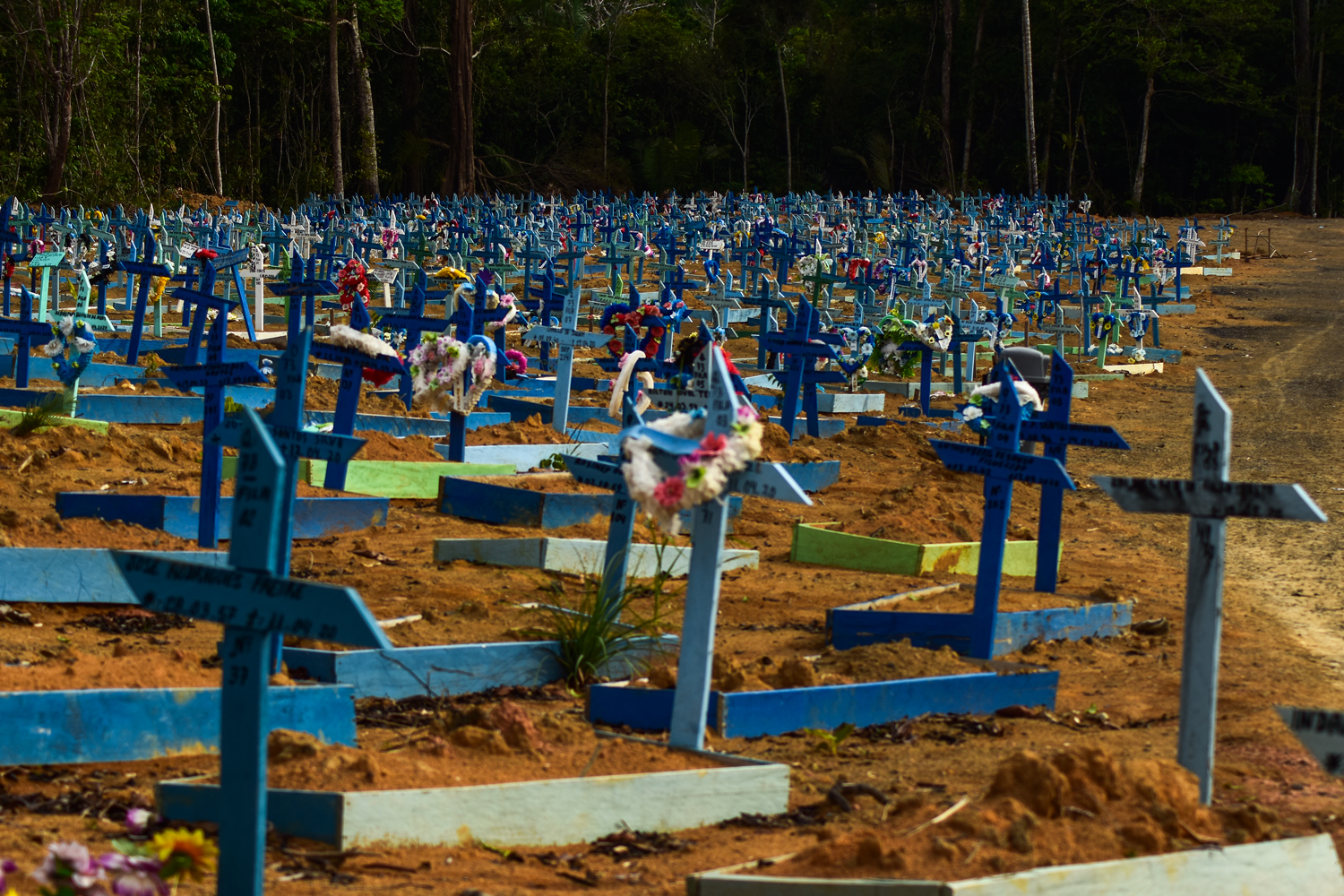
Friedhof Nossa Senhora Aparecida in Manaus (Oktober 2020)

Am 13. März 2020 bestätigte die Gesundheitsbehörde FVS den ersten Fall von SARS-CoV-2 im Bundesstaat Amazonas. Am 30. März 2020 wurde das erste Todesopfer der Pandemie in Manaus bestätigt.
In der zweiten Hälfte des April 2020 lag in der Stadt Manaus der Durchschnitt der Beerdigungen bei 123 pro Tag, ein Vierfaches der Zahlen vom gleichen Zeitraum des Vorjahres. Krankenhäuser mussten auch schwerstkranke Patienten abweisen, Särge wurde mit Schaufelbaggern beerdigt. Am 27. April 2020 wurden 140 Tote beerdigt, nach dem die Marke von 100 Beerdigungen pro Tag am 19. April überschritten worden war. Am 20. Mai 2020 überstieg die Zahl der Todesopfer die Marke von 1000 Todesfällen. Bis zum 31. Dezember 2020 zählte Manaus 3380 Todesopfer von Covid-19.
Das Jahr 2021 begann dann mit einer Katastrophe, die die erste Welle im vergangenen April/Mai noch weit übertraf. Am 5. Januar 2021 war das Gesundheitssystem weitgehend überlastet. Am 10. Januar 2021 stieg die Zahl der Beerdigungen auf 144.

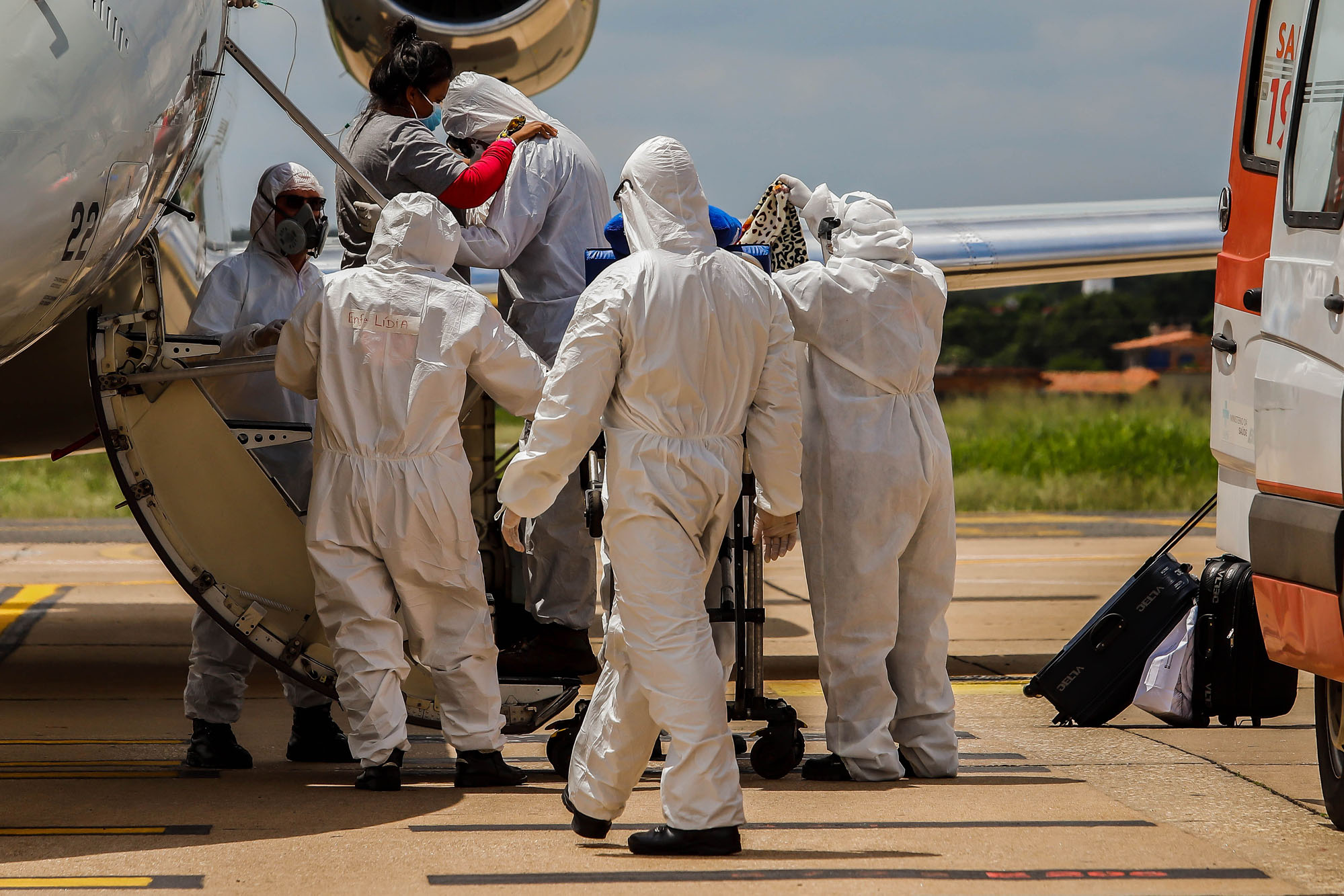
Ankunft von Patienten mit Covid-19 aus Manaus in Teresina (Piauí)

Am 14. Januar 2021 erstickten Patienten in Krankenhäusern, weil medizinischer Sauerstoff fehlte. Der tägliche Bedarf an medizinischem Sauerstoff überstieg 70.000 m³ und damit die tägliche Produktion im Chemiestandort Manaus vom 30.000 m³ erheblich. Patienten mussten per Flugzeug in andere Bundesstaaten verlegt werden.
Am 15. Januar 2021 stieg die Zahl der Beerdigungen auf 213. Am 24. Februar 2021 überstieg im Bundesstaat Amazonas die Zahl der Todesopfer im Jahr 2021 die Zahl aller Todesopfer von Covid-19 von März bis Dezember 2020. In der Stadt Manaus wurden bis dahin 7479 Todesopfer von Covid-19 bestätigt.
Zum 30. Dezember 2021 lag die Zahl der Todesopfer bei 9513.